# Kaikorai
 (décembre 2023).
La vallée de Kaikorai est une longue vallée, assez large, qui court à travers l’ouest de la cité de Dunedin dans l’Île du Sud de la Nouvelle-Zélande.

## Situation
Elle est située à 5 km à l’ouest du centre de la cité de Dunedin. C’est la vallée d’un petit cours d’eau nommé le Kaikorai Stream (en), qui descend du nord-est vers le sud-ouest sur toute la longueur de la vallée. La vallée fournit une route à travers le centre de Dunedin (nommée Kaikorai Valley Road) qui permet de grimper rapidement et de descendre à partir de la banlieue de Caversham, au lieu de grimper graduellement vers le sommet par Stuart Street (en) avant une chute rapide dans le cœur de la cité. La vallée contient plusieurs banlieues, largement isolées du centre de la cité par une crête, qui forme le bord est de la vallée. Cette crête était une partie du mur du cratère d’un volcan éteint de longue date, qui forme la base de Dunedin.

## Activité économique
La vallée est largement occupée par des industries légères et des activités de ventes en gros. La plupart des terrains vers l’ouest de la vallée restent semi-ruraux. Le mur à l’est contient des propriétés résidentielles. La vallée est le domicile de trois banlieues distinctes : « Kaikorai », « Bradford » et « Kenmure », alors qu’une quatrième banlieue, « Burnside », siège à l’embouchure de la vallée, tout près de la jonction entre la Kaikorai Valley Road et l’Autoroute Sud de Dunedin (en), qui est une partie de la State Highway 1/S H 1.

## Kaikorai
La banlieue de Kaikorai siège en tête de la vallée. Cette banlieue est largement résidentielle, située tout près de la jonction entre Kaikorai Valley Road et Stuart Street, à l’ouest de laquelle Stuart Street devient Taieri Road.
Taieri Road la relie avec la banlieue externe de Halfway Bush et de Helensburgh avant de franchir la chaîne des « Three Mile Hill », très raides et enfin d’émerger dans la plaine de Taieri (en).
Une jonction relie Stuart Street, Taieri Road, et Kaikorai Valley Road, fournissant aussi un lien avec Highgate, la principale route à travers la banlieue de Roslyn (qui s’étale sur la crête immédiatement à l’est de la vallée de Kaikorai) et de Maori Hill. 
La banlieue de Wakari est ainsi juste au nord-ouest de la vallée de Kaikorai.
Les éléments notables, qui caractérisent la banlieue de Kaikorai comprennent un restaurant KFC, un bowling (en) et un terrain de sports.
Près de l’extrémité sud de la banlieue se trouve la jonction reliant Kaikorai Valley Road avec la banlieue de Brockville vers l’ouest.

## Bradford

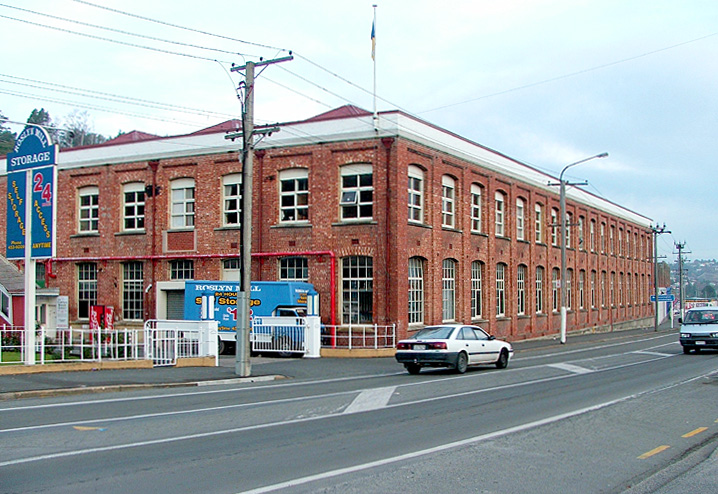
Le bâtiment de l’ancien moulin à laine de « Roslyn Woollen Mill » à Bradford

Bradford est une petite banlieue, surtout mal définie s’étendant dans le centre de la vallée de Kaikorai et une petite série de rues, qui s’étendent immédiatement à l’ouest.
Comme les autres parties de la basse vallée, elle contient de nombreuses propriétés commerciales tels qu’un bazar vendant de tout et un garage. L’école primaire de Bradford siège dans la banlieue, qui fut appelée d’après la ville de Bradford dans le Yorkshire en Angleterre à cause de son importante industrie textile.
Une jonction de route, tout près de la limite de Bradford et Kaikorai, à proximité de l’ancien moulin, relie la Kaikorai valley Rd avec Stone St, qui grimpe rapidement vers l’est pour rencontrer la crête au niveau de Belleknowes. Une ancienne carrière forme un élément géographique notable sur cette route.

## Kenmure

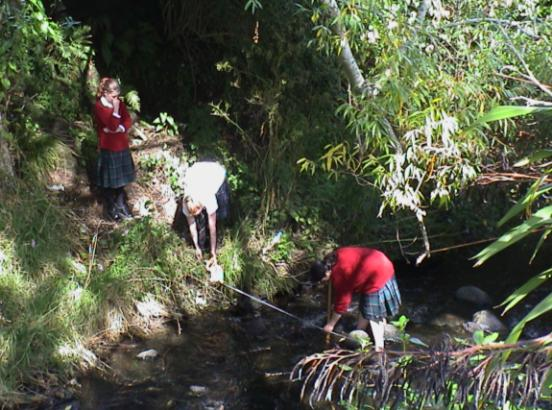
Des élèves du collège de la vallée de Kaikorai observent le torrent Kaikorai Stream

La banlieue de « Kenmure » occupe l’essentiel de la basse vallée et les pentes immédiatement à l’est, qui constituent les terres entre la vallée de Kaikorai Valley Road et Mornington Road. 
La plupart de ces propriétés peuvent être atteintes soit par la Kenmure Road, qui grimpe sur la colline pour rejoindre à ce niveau deux autres routes, ou par une des rues, qui conduisent en dehors du secteur.
La banlieue étendue est de façon prédominante résidentielle, bien qu’elle contienne un peu plus de propriétés commerciales de vente au détail et quelques industries légères avec plusieurs marchands de voitures, toutes sur Kaikorai Valley Road.
La banlieue est reliée avec les banlieues de Mornington au nord et Balaclava dans Maryhill au sud par Mornington Road.
L’une plus grandes écoles secondaires de la ville, le collège de la vallée Kaikorai (en) (autrefois nommée Kaikorai Valley High School et Kenmure Intermediate School), qui se trouve sur Kaikorai Valley Road, est l'une des principales caractéristiques de Kenmure.